# La Morra
La Morra – miejscowość i gmina we Włoszech, w regionie Piemont, w prowincji Cuneo.
Według danych na rok 2004 gminę zamieszkiwało 2608 osób, 108,7 os./km².

## Bibliografia

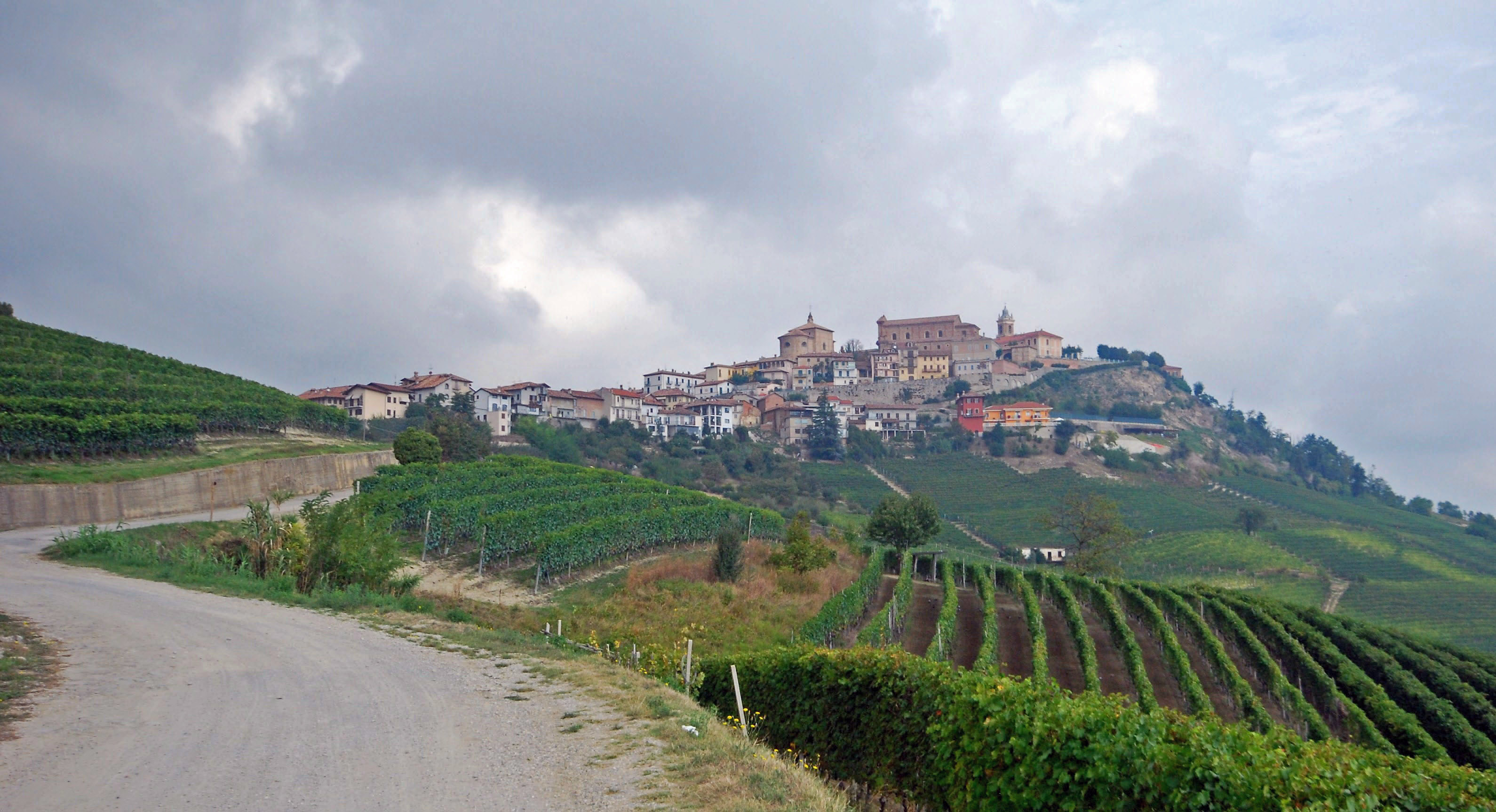